# Форрест-Сити (Арканзас)
Форрест-Сити (англ. Forrest City) — город, расположенный в округе Сент-Франсис (штат Арканзас, США) с населением в 15 371 человека по статистическим данным переписи 2010 года. Город так назван в честь генерала Натаниэля Форреста.

## География
По данным Бюро переписи населения США город Форрест-Сити имеет общую площадь в 42,48 квадратных километров, из которых 42,22 кв. километров занимает земля и 0,26 кв. километров — вода. Площадь водных ресурсов округа составляет 0,61 % от всей его площади. Форрест-Сити расположен на хребте Кроули, геологическом явлении которое возвышается над дельтой реки Миссисипи.
Город Форрест-Сити расположен на высоте 77 метров над уровнем моря.

## Демография

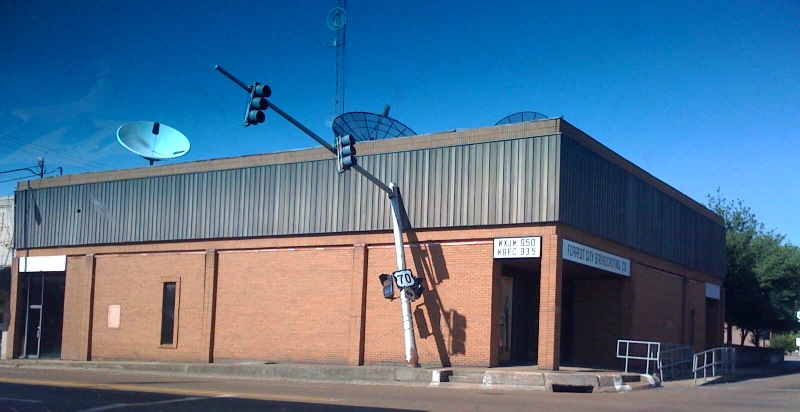
Forrest City Broadcasting Company

По данным переписи населения 2000 года в Форрест-Сити проживало 14 774 человека, 3165 семей, насчитывалось 4581 домашнее хозяйство и 5164 жилых дома. Средняя плотность населения составляла около 350 человека на один квадратный километр. Расовый состав Форрест-Сити по данным переписи распределился следующим образом: 35,52 % белых, 60,93 % — чёрных или афроамериканцев, 0,19 % — коренных американцев, 0,74 % — азиатов, 2,31 % — представителей смешанных рас, 0,3 % — других народностей. Испаноговорящие составили 8,26 % от всех жителей города.
Из 4581 домашних хозяйств в 37,5 % — воспитывали детей в возрасте до 18 лет, 37,2 % представляли собой совместно проживающие супружеские пары, в 28 % семей женщины проживали без мужей, 30,9 % не имели семей. 27,9 % от общего числа семей на момент переписи жили самостоятельно, при этом 11,9 % составили одинокие пожилые люди в возрасте 65 лет и старше. Средний размер домашнего хозяйства составил 2,65 человек, а средний размер семьи — 3,23 человек.
Население города по возрастному диапазону по данным переписи 2000 года распределилось следующим образом: 27,5 % — жители младше 18 лет, 10,5 % — между 18 и 24 годами, 32,3 % — от 25 до 44 лет, 18,5 % — от 45 до 64 лет и 11,1 % — в возрасте 65 лет и старше. Средний возраст жителей составил 32 года. На каждые 100 женщин в Форрест-Сити приходилось 116,1 мужчин, при этом на каждые сто женщин 18 лет и старше приходилось 121,6 мужчин также старше 18 лет.
Средний доход на одно домашнее хозяйство в городе составил 23 111 долларов США, а средний доход на одну семью — 27 432 доллара. При этом мужчины имели средний доход в 29 313 долларов США в год против 21 295 долларов среднегодового дохода у женщин. Доход на душу населения в городе составил 11 716 долларов в год. 29 % от всего числа семей в округе и 33,4 % от всей численности населения находилось на момент переписи населения за чертой бедности, при этом 45,9 % из них были моложе 18 лет и 22,3 % — в возрасте 65 лет и старше.

## Достопримечательности
Торговая палата Форрест-Сити расположена в столетнем доме Бекер. До этого в доме жила семья Бекер, затем, после продажи дома, в нём устроили антикварный магазин, а затем бутик товаров для дома.
Также в городе расположен федеральный исправительный комплекс Форрест-Сити (англ. FCC Forrest City).

## Известные жители
- Эл Грин — американский исполнитель в стиле ритм-энд-блюз
- Дон Кессинджер — бейсболист
- Кол Слейтон — художник комиксов
- Деннис Уинстон — футболист НФЛ